# Agriculture au Québec
Au Québec, l'agriculture est l'ensemble  des moyens nécessaires à la culture des terres pour la production de végétaux utiles à l'homme et à l'élevage des animaux. C'est un secteur non négligeable de l'économie du Québec. Les producteurs agricoles québécois ont perçu des recettes totales de près de 8,4 milliards de dollars en 2014. 65 % des revenus proviennent de la production laitière et de l'élevage alors que 35 % proviennent de la production végétale.
Le Québec comptait 28 600 exploitations agricoles en 2014.

## Principales cultures et productions animales

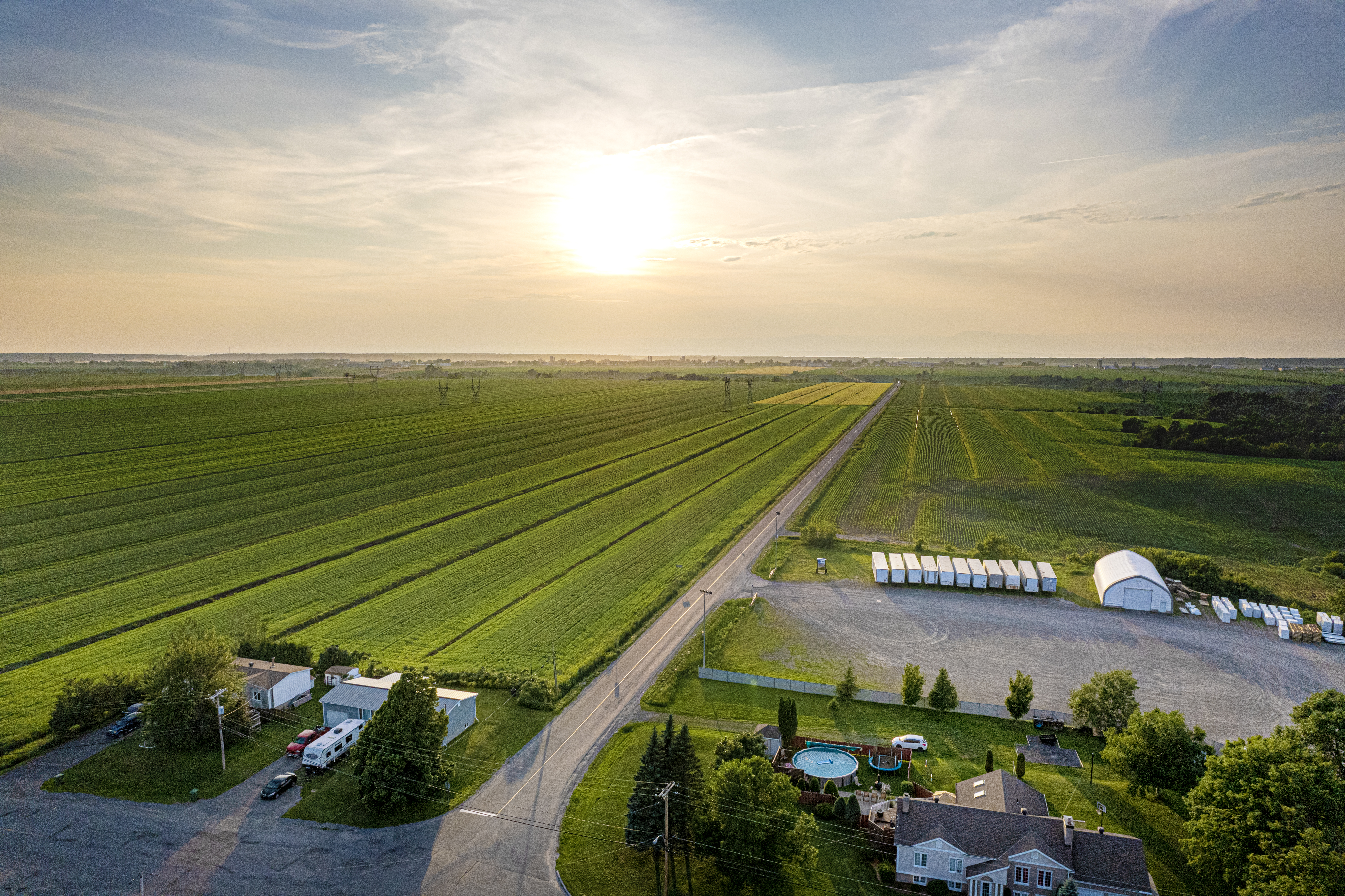
Champs à Saint-François-de-la-Rivière-du-Sud.

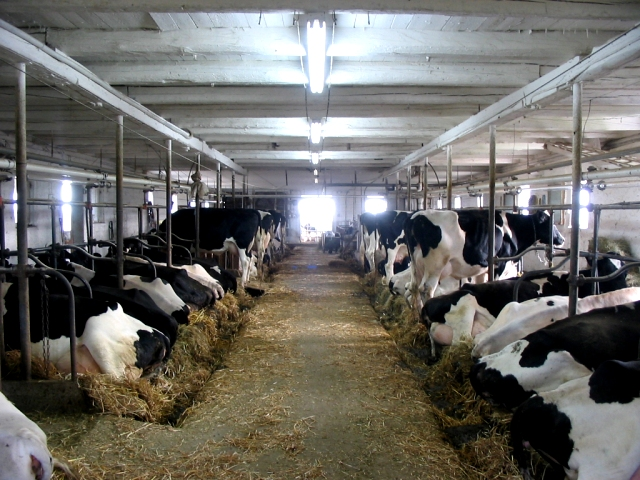
Production laitière près de Trois-Rivières.

Les principales cultures végétales, selon le montant des ventes, ont été en 2006 : 
- les graines et céréales : maïs, soya, blé, orge et avoine ;
- les légumes ;
- l'horticulture ornementale.

- Acériculture : la production de sirop d'érable au Québec en 2014 comptait pour 71 % de la production mondiale. C'est le premier producteur mondial.

Du côté des productions animales, les ventes les plus élevées ont été générées par 
- le lait ;
- les porcs ;
- les bovins et veaux ;
- les volailles, dans cet ordre[1].

### L'élevage de grands gibiers
Le Québec est en partie connu pour son élevage de grands gibiers, tels que les bisons, wapiti, cerf rouge et sanglier. De façon minoritaire, on retrouve des élevages de Cerf sika, de daims et de cerfs de Cerf de Virginie.
Ce type d'élevage fournit une viande à teneur élevée en protéines, de qualité supérieure.
En 2018, on recense 151 éleveurs de grands gibiers au Québec, on les trouve en plus grande partie dans la région Chaudière-Appalaches (15%), et dans la région Montérégie (12%). Les autres éleveurs se situent dans les régions de Saguenay-Lac-Saint-Jean, Estrie, Centre-du-Québec, les Laurentides et la Mauricie.
Ce type d'élevage permet d'utiliser des sols à faible potentiel agricole, ainsi que des bâtiments désaffectés.
L'association des producteurs de sangliers du Québec estiment la valeur de tous les élevages de grands gibiers à plus de 29,5 millions de dollars. La venaison, très demandée, est principalement consommée en restauration haut de gamme et dans les réseaux de tables champêtres.
Il existe une Fédération des éleveurs de grands gibiers du Québec (FEGGQ) qui regroupe différents syndicats professionnels de producteurs. Elle permet de faire valoir  la position des producteurs de grands gibiers. Ces derniers s'engagent et garantissent le respect du bien-être animal et de l'environnement.
Les Grands Gibiers du Québec sont élevés en plein air, sans confinement durant toute l'année.  Le modèle d'élevage des Grands Gibiers du Québec est traditionnel, les animaux sont élevés au pâturage et nourris avec une alimentation composé de fourrages et céréales.Ils sont nourris sans hormone, sans antibiotique et sans farine animale. L'élevage à l'herbe garantit une viande maigre, d'une grande qualité nutritive.

## Nombre d'exploitations
En mai 2014, il y avait 28 600 exploitations agricoles au Québec.

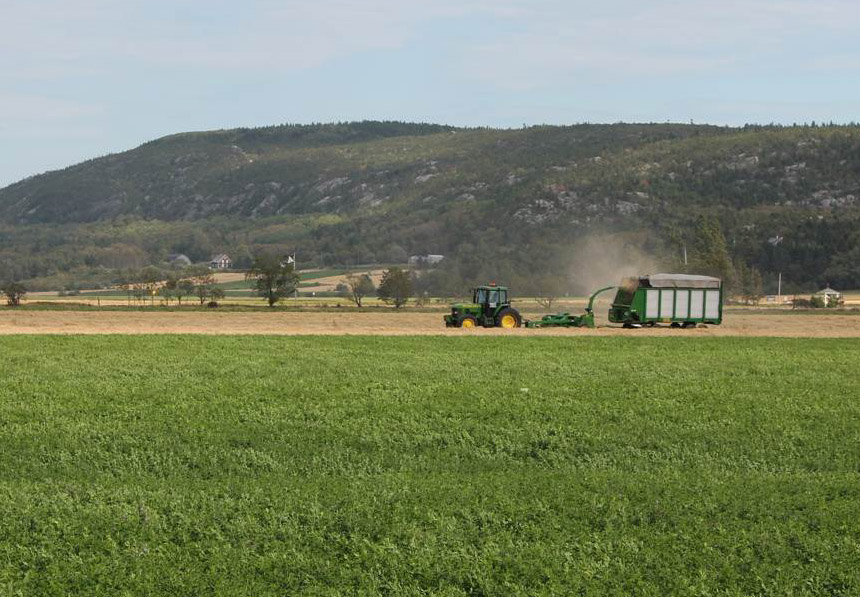
Récolte des foins à Saint-Germain dans Kamouraska, Québec

En 2014, la superficie totale des terres agricoles au Québec couvrait moins de 2 % du territoire.
En 2015, le Québec compte environ 29 000 entreprises agricoles.
L'Union des producteurs agricoles estime que si chaque ménage québécois ajoutait annuellement trente dollars d'aliments du Québec à son panier d'épicerie, les ventes dans ce secteur de l'économie augmenteraient de plus d'un milliard de dollars en cinq ans[réf. nécessaire]. Présentement, environ 33 % des aliments consommés par les Québécois proviennent du Québec[réf. nécessaire].

## Valeur économique

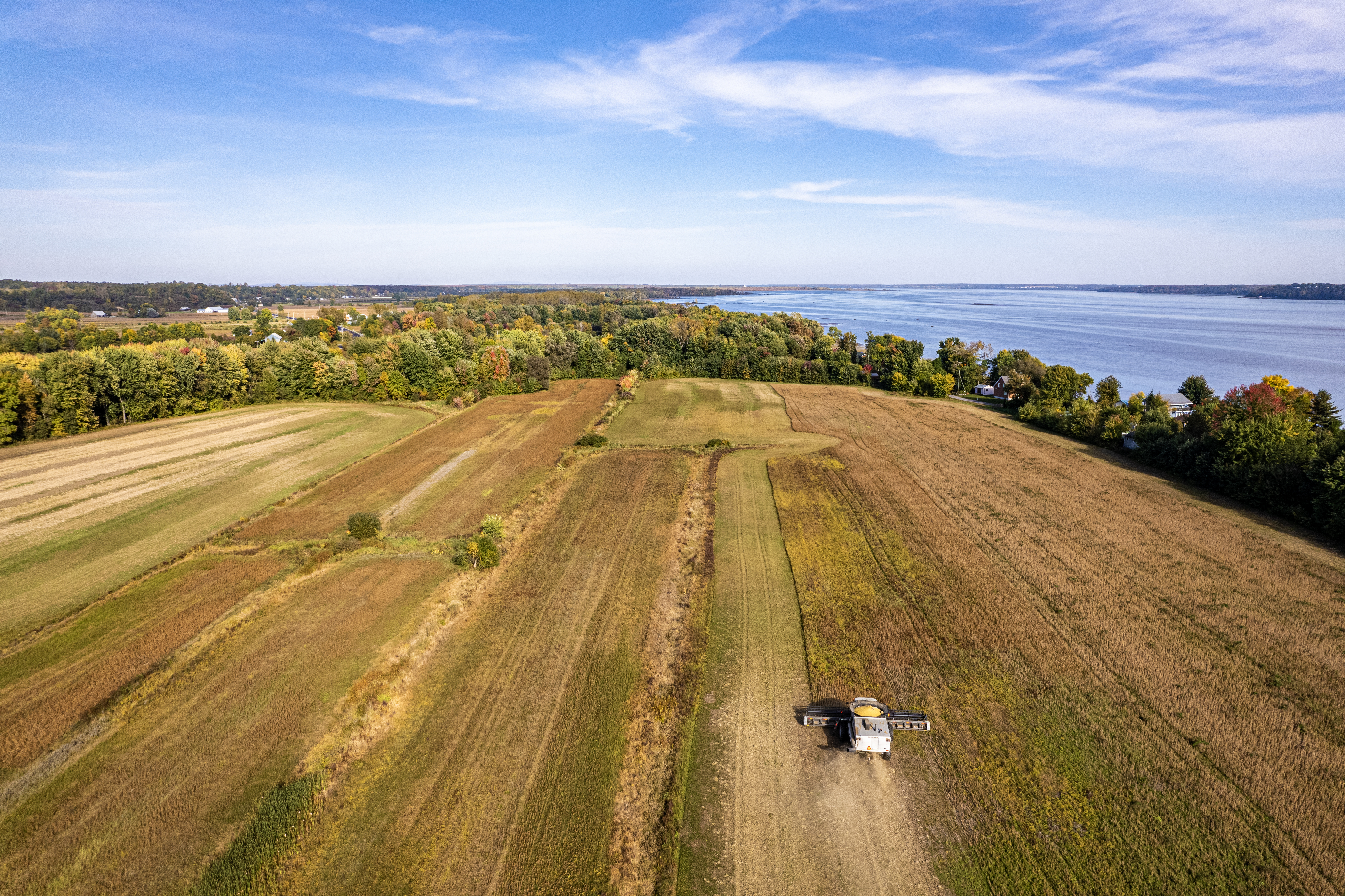
Récolte dans un champ à Sainte-Anne-de-la-Pérade.

Les recettes agricoles brutes ont été en 2005 de 7,4 milliards de dollars canadiens, et les dépenses d'exploitation de six milliards.
On estime que la transformation agricole génère 4,6 milliards de dollars canadiens en revenus.
La production laitière contribue a près de sept milliards de dollars au produit intérieur brut